# Buffalo Wings (restaurante)
Buffalo Wings es un restaurante de origen estadounidense (nueva York) especializado en chicken wings bañadas en salsa con diferentes grados de picante. Actualmente cuenta con sucursales en El Salvador, Honduras, Nicaragua, Costa Rica, México y Colombia.

## Historia
El restaurante inicia operaciones en El Salvador el 17 de junio de 2003 con un pequeño local en la Zona Rosa, con un espacio de 76 m² y 7 mesas de atención. Posteriormente el pequeño local no fue suficiente para la demanda por lo que el restaurante se trasladó a un local en una de las torres del World Trade Center y poco a poco comenzó su expansión dentro y fuera del territorio salvadoreño.

## Old Wings
Buffalo Wild Wings. If your wings don't take at least 10 min to come to your table, you're getting old crusty wings. We were supposed to cook a minimum amount each time, and they could only sit so long, and then we got our asses chewed for high waste. So we stopped wasting old wings and served nasty crusty wings. This is especially bad between 12:45 and 4:30. Once it hits dinner rush it usually isn't a problem. But happy hour was always a problem.

## Sucursales
Buffalo Wings en El Salvador cuenta con doce sucursales, cuyo horario de atención es de 12:00 a 14:30 y de 17:30 a 23:00. 
Las sucursales con las que cuenta la franquicia son:
- Buffalo Wings La Gran Vía
- Buffalo Wings Multiplaza
- Buffalo Wings Miralvalle
- Buffalo Wings C.C. El Paseo
- Buffalo Wings Avante (Santa Elena)
- Buffalo Wings C.C. Azaleas
- Buffalo Wings Torre Futura
- Buffalo Wings C.C. La Skina
- Buffalo Wings C.C. Las Palmas
- Buffalo Wings Galerías
- Buffalo Wings Olivos Plaza
- Buffalo Wings San Miguel
- Buffalo Wings Plaza Mundo
- Buffalo Wings Sonsonate
- Buffalo Wings Lourdes
- Buffalo Wings Plaza Kristal
- Buffalo Wings Santa Ana
- Buffalo Wings MetroSur

## Menú
Buffalo Wings es muy reconocido por sus sabores de salsa y sus niveles de picante. Estas las mezclan en sus platos más famosos como son las Chunks (Trocitos de pollo deshuesadas) y Alas. El menú da las opciones a escoger entre 6, 12 o 18 alas o chunks en cada bowl. Las salsas con las que cuenta son: 
Salsas Saladas: 
- Buffalo Original
- Ajo Parmesano
- Twister

Salsas Dulces y Agridulces: 
- Thai
- Sésamo
- Teriyaki
- Chipotle

Salsas BBQ: 
- BBQ Tradicional
- BBQ Aumada
- BBQ Miel

A partir de la salsa, se puede escoger el nivel de picante entre un rango de cinco niveles: 
1. La que no pica
2. La picante (Pica, pero pica rico).
3. La Suicida (Si, Pica más que la picante).
4. La Atómica (Esa si, ya pica y no pica rico).
5. La 911 (Pidela a tu propio riesgo).

Además de las alas y chunks, Buffalo Wings cuenta con más variedad en su menú:
Entradas:
- Buffalo´s Chili Cheese Dip.
- 1/2 Nachos.
- Cheese Rollers.
- Beer Battered Onion Mush.
- Pulled Pork Nachos.
- Papa Bites.
- Papas Buffalo.
- Papas con queso.
- Papas Fritas.
- Chili Fries.
- Nachos Moustrosos.
- "El Azafaton".

Menú Infantil: Todas con 1 bebida y Papas o vegetales.
- 6 Chunks.
- Derretido.
- 6 Tiritas de pollo.

Platos Principales:
- Costillas.
- Strippers (Tiras de pollo).
- Tiritas Cajún.
- Alitas Cajún.
- Bw Sandwich.
- Tacondieta (ensalada).
- Rebaja la Biola (Ensalada)
- Shrimp Warp.
- Shrimp Quesadilla.
- Shrimp Burger.
- Camarones Cajún.
- Camarones Buffalo.
- Cheese Dog.
- Chili Dog.
- BW Wrap.
- BW Quesadilla.

## Buffalo Pizza
Recientemente la cadena abrió el primer restaurante de la franquicia especializado en pizza con estilo urbano, dicho restaurante se encuentra ubicado en el World Trade Center.